# Тейшейра, Филипе
Филипе де Андраде Тейшейра (порт. Filipe de Andrade Teixeira; 2 октября 1980, Париж, Франция) — португальский футболист, полузащитник.

## Биография
Филипе Тейшейра родился в Париже, но в 10 лет вместе с родителями уехал в Португалию. Профессиональную карьеру начал в 1998 году в клубе «Фелгейраш». Команда выступала в третьем по значимости дивизионе Португалии, Филипе за три года выступлений сыграл за «Фелгейраш» 87 матчей и забил 17 мячей. В 2001 году перешёл во французский «Истр», в команде провёл один год и сыграл 16 матчей, забив 2 гола.
Летом 2002 года Тейшейра перешёл в «Пари Сен-Жермен», который заплатил за него 1 миллион евро. В своём первом сезоне в ПСЖ Филипе сыграл всего 8 матчей. В команде в полузащите тогда играли такие игроки как — Роналдиньо, Угу Леал, Фредерик Деху, Жером Лерой, Пауло Сезар и Селим Бен Ашур. Сезон 2003/04 Тейшейра провёл в аренде в клубе «Униан Лейрия», в чемпионате Португалии он сыграл 15 матчей и забил 3 гола. После возвращения в «Пари Сен-Жермен» Филипе Тейшейра сыграл 10 игр в чемпионате Франции.
Летом 2005 года перешёл в португальский клуб «Академика» (Коимбра). В команде провёл два года и сыграл 59 матчей и забил 4 гола.
В июле 2007 года подписал контракт с английским «Вест Бромвич Альбион», который заплатил за него 500 тысяч фунтов стерлингов.
Летом 2010 года перешёл на правах свободного агента в донецкий «Металлург», подписав двухлетний контракт. Филипе Тейшейра взял себе 8-й номер. Вот что о португальце сказал главный тренер Металлурга Николай Костов:
Он квалифицированный, опытный футболист. Главное сейчас, чтобы он побыстрее набрал свою оптимальную форму. Все-таки чемпионат Англии закончился два месяца назад. Уверен, что все увидят его сильные качества, которые помогут донецкому «Металлургу».

## Достижения
- Чемпионат Румынии: 2015/16
- Обладатель Суперкубка Румынии: 2016
- Победитель Чемпионата Футбольной лиги Англии: 2007/08
- Победитель юношеского чемпионата Европы (до 18 лет): 1999